# Wikus van Heerden
Johannes Lodewikus van Heerden, detto Wikus (Johannesburg, 25 febbraio 1979), è un rugbista a 15 sudafricano, terza linea dei Lions e campione del mondo nel 2007 con gli Springbok.

## Biografia
Di origini olandesi, iniziò la carriera professionistica nei Cats (oggi Lions) per poi passare a due riprese nei Bulls, con cui si aggiudicò il Super 14 2007.
Esordì negli Springbok nel 2003 a Durban contro la Scozia e prese parte al successivo Tri Nations.
Non più convocato per 4 anni, tornò in campo nel Tri Nations 2007 e nella successiva Coppa del Mondo in Francia, che il Sudafrica vinse; il suo incontro internazionale più recente è la finale di Parigi del torneo, la vittoria 15-6 contro l'Inghilterra che diede il titolo agli Springbok.
L'anno dopo si trasferì nella Premiership ai londinesi del Saracens, con un contratto triennale; dopo neppure due stagioni, nel gennaio 2010, van Heerden chiese di essere liberato per poter rientrare in Sudafrica per motivi personali.
Rientrato in patria, è tornato a giocare nei Lions a dal Super 14 2010.

## Palmarès
- Coppe del mondo: 1
Sudafrica: 2007
- Super Rugby: 1
Bulls: 2007